# Chichimecacihuatzin II.
Chichimecacihuatzin II. bila je aztečka princeza, kći „aztečkog cara” Montezume I. i njegove sestrične, kraljice Chichimecacihuatzin I., po kojoj je nazvana. 
Preko svoje sestre Atotoztli II., Chichimecacihuatzin II. bila je teta Axayacatla, Tizoca i Ahuitzotla, koji su vladali kao carevi.
Chichimecacihuatzinin suprug bio je Huehue Huanitzin, „veliki vođa” Itztapalapana. Sin princeze Chichimecacihuatzin bio je Chimalpilli I. (? — 1465.), prvi kralj Ecatepeca.